# فاینا رانفسکایا
فاینا رانفسکایا (روسی: Фаина Георгиевна Раневская؛ ۱۵ اوت ۱۸۹۶ – ۱۹ ژوئیهٔ ۱۹۸۴) بازیگر سینما اهل امپراتوری روسیه بود.
از فیلم‌ها یا برنامه‌های تلویزیونی که وی در آن نقش داشته‌است می‌توان به سیندرلا اشاره کرد.
وی همچنین برندهٔ جوایزی همچون نشان لنین، جایزه هنرمند مردمی اتحاد جماهیر شوروی، و هنرمند مردمی جمهوری شوروی فدراتیو سوسیالیستی روسیه شده‌است.